# تام و هاک
تام و هاک (به انگلیسی: Tom and Huck) یک فیلم سینمایی آمریکایی در ژانر کمدی - درام و ماجراجویی محصول سال ۱۹۹۵ میلادی که بر اساس رمان مارک توین بنام ماجراهای تام سایر است.
بازیگران اصلی این فیلم جاناتان تیلور توماس، برد رنفرو، مایک مک شین می‌باشند. این فیلم توسط پیتر هاویت کارگردانی شده این اثر سینمایی در آمریکای شمالی در تاریخ ۲۲ دسامبر ۱۹۹۵ اکران شد.